# 落合みつを
落合みつを（おちあい みつを、1973年〈昭和48年〉8月3日 - ）は、日本のシンガーソングライター、楽曲提供、舞台演出家、脚本家、バイク雑誌「カワサキバイクマガジン」ライターとしても活動。新潟県出身。Smile Factory所属。

## 略歴
1973年、新潟県五泉市出身。新潟県立五泉高等学校商業科卒業。
2001年、TBSラジオ企画「エンターテイメントマザーズ」第1弾オーディションのMUSIC部門に参加し、グランプリ受賞。もんた&ブラザーズ・大橋純子（美乃家セントラル・ステーション）等の制作プロデューサーにスカウトされ北島三郎が代表を務める北島音楽事務所に所属する。
2002年1月TBSエンターテイメントマザーズよりシングル『キャベツ』発売。石原慎太郎都知事発行の東京都ストリートライブライセンス「ヘブンアーティスト」の第1回目弾き語りアーティストとして唯一合格。
2004年「徒然/ダンシング・オールナイト」のダブルタイトルマキシでキングレコード（XYZ→Aレーベル）よりメジャーデビュー。その後『最後の冬』を書き上げ独立。音楽レーベルSmile Factoryを立ち上げる。フジテレビ「魁!音楽番付～JET～」企画「第1回はちたまmusic night」にて「恋模様」マンスリーグランプリ受賞。国連がバックアップするフジテレビ開局50周年記念事業「LOVE THE EARTH」に参加。レーベルSmile Factoryのほか、ユニバーサルミュージック、ポニーキャニオン等から楽曲発表、アルバム制作と共に毎年全国ツアーを行なっている。
過去に新潟Club Junk Boxに所属。Paint in watercolourの初代ローディー/ハウスPA/加川良らとセッションで経験を積み、後にSun's Companyを齋藤雄司（現：だるまやグループ代表取締役）と松田和人と結成。バンドでデビューしていた。